# Кашканы (Узденский район)
Кашканы (бел. Кашканы́) — деревня в Узденском районе Минской области Беларуси. Входит в Дещенский сельсовет.

## География
Ближайшие населённые пункты Колодино, Русаково, Рыбаковщина, Подзелень и др.

## История
До 30 октября 2009 год деревня входила в состав Тепленского сельсовета.

## Население

### Численность
- 2019 год — 4 жителя

### Динамика
- 2019 год — 4 жителя (перепись населения)